# Grevo
Grevo is een plaats (frazione) in de Italiaanse gemeente Cedegolo.